# 出浴的普赛克
出浴的普赛克（The Bath of Psyche）是英国画家弗雷德里克·雷顿的一幅油画，1890年首次展出。现藏于泰特不列顛。 
画作描绘普赛克在丘比特到来之前脱衣洗澡。她全神贯注于对自己的愉悦审视，欣赏自己在平静的水面上的倒影，强调了她的自恋。
沐浴者的主题和精雕细琢的绘画手法，显示了安格尔的影响，尤其是像《泉》这样的作品。人物的姿势，举起双臂露出裸体，来源于《维纳斯的美臀》（Venus Callipyge），这是一尊著名的希腊罗马雕像，雷顿见到它是在那不勒斯的國立卡波迪蒙特博物館。